# Emmanuel Monnier
Emmanuel Monnier est un journaliste scientifique français.

## Œuvres
- (avec Isabelle Bégon-Bagdassarian) Les Allergies, In Press, 2001.  (ISBN 9782912404503)
- (ouvrage collectif) Découverte de l'univers. Sciences & Vie 1913-2002, témoin du siècle où tout a changé, Tana Éditions, 2002.  (ISBN 9782845671089)
- (avec Alain Bouquet), préface de Trinh Xuan Thuan, Matière noire et autres cachotteries de l'Univers, Dunond, 2003.  (ISBN 2100069659)
- (avec Francis Delpeuch et Bernard Maire) Tous obèses ?, Dunod, 2006.  (ISBN 210048737X)
- (avec Alain Bouquet) Matière sombre et énergie noire, 2e édition, Dunod, 2008.  (ISBN 978-2-10-053930-7)